# 윤재희
윤재희(1981년 4월 16일 ~ )은 대한민국의 YTN 아나운서다.

## 생애
윤재희는 1981년 4월 16일 대한민국 경상북도 청도군에서 출생하였고 서울여자대학교 언론영상학부를 졸업하였다.  2003년에 YTN 공채 8기 아나운서로 입사해서 오후 네 시 뉴스(뉴스Q)의 진행을 맡아 근무하다가, 2020년에 YTN에서 퇴사했다. 2008년 4월 19일 당시 SBS 아나운서였던 現 프리랜서 방송MC 김일중과 결혼하였다.

## 학력
- 서울여자대학교 언론영상학부

## 진행

### 텔레비전
- 《YTN 굿모닝 코리아》
- 《YTN NEWS 9》
- 《YTN 투나잇》
- 《뉴스 타워》
- 《뉴스 출발》
- 《YTN 24 (730)》(2024.04.02 ~ 2024.04.30)
- 《YTN 뉴스UP》(2024.05.01 ~ 현재)

## 참고
1. ↑  이우인 (2008년 3월 25일). “’SBS-YTN 결합?’ 김일중-윤재희 아나운서 결혼임박”. CNB뉴스. 2014년 3월 12일에 확인함.